# Дубњичка
Дубњичка (слч. Dubnička) насељено је мјесто са административним статусом сеоске општине (слч. obec) у округу Бановце на Бебрави, у Тренчинском крају, Словачка Република.

## Становништво
| Година:    | 1994. | 2004.    | 2014.    | 2024.   |
| ---------- | ----- | -------- | -------- | ------- |
| Број људи: | 91    | 75       | 118      | 123     |
| Разлика:   |       | -17,58 % | +57,33 % | +4,23 % |

| Година:    | 2023. | 2024.   |
| ---------- | ----- | ------- |
| Број људи: | 124   | 123     |
| Разлика:   |       | -0,80 % |

Према подацима о броју становника из 2011. године насеље је имало 114 становника.